# Tristão da Cunha

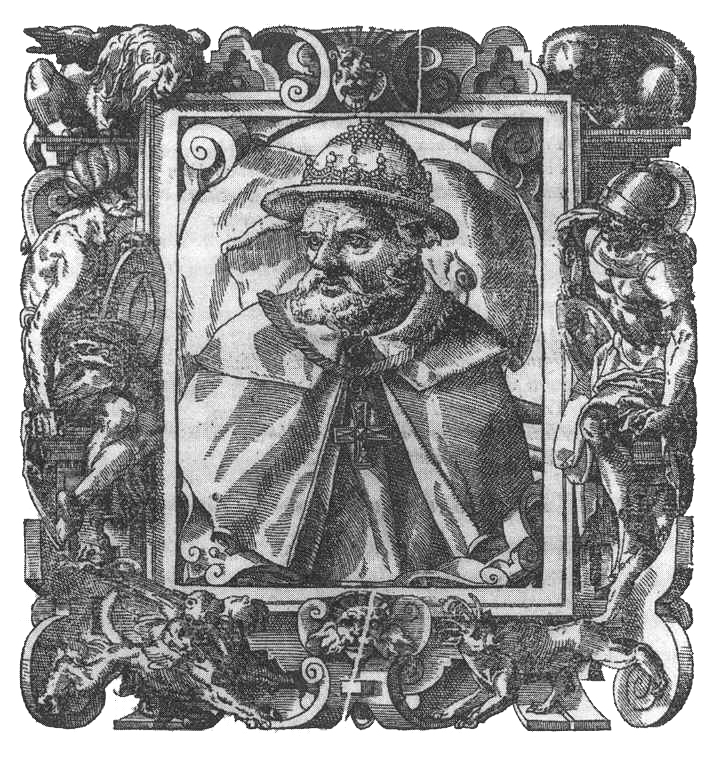
Tristão da Cunha (Illustration von 1575), im Hintergrund der Elefant Hanno

Tristão da Cunha (* um 1460; † vor dem 6. September 1539) war ein einflussreicher königlicher Hofbeamter, Entdecker und Militär zur Zeit der portugiesischen Expansion.

## Herkunft
Die adlige Familie der Cunhas gehörte seit dem 13. Jahrhundert zu den wichtigen portugiesischen Adelsgeschlechtern und war im Norden und im Zentrum Portugals reich begütert. Ihr männlicher Zweig hatte sich auf die Erfüllung militärischer Aufgaben im Dienste der Krone spezialisiert. Nachdem sie sich in Lissabon niedergelassen hatte, begann sie, mit Handels- und Finanzgeschäften ein großes Vermögen aufzubauen.
Wie seine Vorfahren war auch der väterliche Zweig der Familie von Tristão da Cunha auf das engste mit dem portugiesischen Königshaus der Avis verbunden. Der Vater Tristão da Cunhas, Nuno da Cunha, war zwar „nur“ der Sohn eines „vierten Sohnes“ und damit ohne größeren eigenen Grundbesitz, entwickelte sich jedoch zu einem wichtigen Vertrauten Heinrich des Seefahrers bzw. dessen Adoptivsohnes und Erben, des Infanten D. Fernando. D. Fernando (17. November 1433 bis 18. September 1470) war ein Sohn König Eduards I., Vater des späteren Königs Manuel I. und unter anderem Administrator des portugiesischen Zweiges der Santiagoritter.
Mit Unterstützung dieser beiden Angehörigen der königlichen Familie erhielt Nuno da Cunha als Mitglied des Ordens der Santiagoritter zwei der ertrag- und prestigereichsten Kommenden des Ordens, die Güter von Aljustrel und von Ourique.
Die Mutter Tristão da Cunhas war D. Catarina de Albuquerque, deren zahlreiche Brüder zum Teil ebenfalls wichtige Ämter am Königshof bekleideten. Die in Lissabon sehr einflussreiche mütterliche Familie entstammte dem bürgerlichen Patriziat der portugiesischen Hauptstadt; sie geht auf Álvaro Pais zurück, einen der wichtigsten Unterstützer des im Frühjahr 1385 von den Cortes in Lissabon zum König gewählten Johann I.

## Leben und Wirken
Tristão da Cunha wurde Ende der 1450er bzw. Anfang der 1460er Jahre geboren. Seine Schwester D. Joana de Albuquerque heiratete den späteren Gouverneur Portugiesisch-Indiens (1515–1518), Lopo Soares de Albergaria. Über seinen jüngeren Bruder, Simão da Cunha, ist wenig bekannt. Er starb wahrscheinlich Anfang der 1490er Jahre als Befehlshaber einer königlichen Flotte an der westafrikanischen Küste. Anders als die Männer seiner Familie vor ihm betrachtete Tristão da Cunha die portugiesischen Besitzungen in Übersee nicht nur als Kampfplatz, um militärische Verdienste zu erlangen, sondern auch als Ort, um Finanz- und Handelsgeschäfte zu tätigen.
Wie bereits sein Vater bezog auch Tristão da Cunha seine Einkünfte nicht primär aus eigenen Gütern, sondern aus Bezügen für Dienste, die er der Krone, den Herzögen von Viseu sowie dem Orden der Santiagoritter leistete. Auch seine Ehefrau, D. Antónia Pais oder D. Antónia Albuquerque entstammte nicht dem Hochadel. Viele Mitglieder ihrer Familie dienten in der königlichen Verwaltung bzw. in der Administration der Stadt Lissabon. Im Lissabonner Stadtteil Xabregas nahm Tristão da Cunha dann auch seinen dauerhaften Wohnsitz.

### Am portugiesischen Königshof
Den Zugang zum Königshof ermöglichte Tristão da Cunha das Haus der Herzöge von Viseu. Als oberster Haushofmeister (camareiro-mor) von D. Diogo, Herzog von Viseu, war er einer von dessen engsten Vertrauten. Als Oberhaupt einer Verschwörung gegen das Königshaus wurde D. Diogo 1484 durch den König Johann II. eigenhändig getötet. Wahrscheinlich durch den Schutz seines Onkels, Álvaro da Cunha, der wiederum ein enger Vertrauter des Königs war, überstand Tristão da Cunha unbeschadet die nun einsetzenden Verfolgungen der Angehörigen des Hauses der Herzöge von Viseu und ihrer Bediensteten, denn er wurde bereits 1490 als ein Fidalgo des königlichen Hofes benannt.
Die Karriere Tristão da Cunha am portugiesischen Hof erhielt durch die Krönung des jüngsten Bruders von Herzog D. Diogo, D. Manuel, im Jahre 1495 zum portugiesischen König einen besonderen Schub. 1496 erhielt Tristão da Cunha eine Zuwendung durch den neuen König in Höhe von 50.000 Reais, wobei in der Verleihungsurkunde ausdrücklich die geleisteten Dienste der Familie Cunha für die Herzöge von Viseu, besonders für D. Diogo, unterstrichen wurden. Erste seemännische und militärische Erfahrungen sammelte er als Kapitän einer Karavelle, die an Aktionen der portugiesischen Flotte an der westafrikanischen Küste beteiligt war. Nach Diensten als diplomatischer Gesandter des Königs in Kastilien und Aragon sowie wahrscheinlich auch weiteren militärischen Diensten wurde Tristão da Cunha 1503 zum Mitglied des Kronrates (conselho do rei) ernannt.
In den ersten Jahren des 16. Jahrhunderts verwaltete er große Beträge königlicher Gelder und vermehrte auch sein privates Vermögen. Vor allem im Finanzbereich übte er allein oder gemeinsam mit anderen wichtige Funktionen aus. So war er 1503 und 1505 gemeinsam mit einem der wichtigsten privaten Finanzkaufleuten Lissabons, dem aus dem italienischen Cremona stammenden Bartolomeu Marchionni, als Pächter für die Verwaltung und Auszahlung der Moradias, königlicher Zuwendungen für geleistete Dienste an den Adel zu Wohnzwecken, verantwortlich.
Im Rahmen seiner vielfältigen Dienste für die portugiesische Krone sowie seines Engagements in Handels- und Finanzgeschäften baute Tristão da Cunha ein dichtes Kontaktnetz zu privaten Händlern und Finanzkaufleuten auf, die überwiegend im Überseehandel aktiv waren. Neben dem bereits erwähnten Bartolomeu Marchionni sei hier noch Fernão de Noronha genannt.
1504 wurde er vom König zum Vedor da Fazenda (Finanzminister bzw. oberster Finanzbeamter) ernannt. Es sind jedoch keine Belege für eine aktive Ausübung dieses Amtes durch Cunha vorhanden.
Bereits 1497 verlieh ihm König Manuel I. das Bürgerrecht für die Insel Santiago de Cabo Verde. Damit erhielt Tristão da Cunha auch das Recht, mit der westafrikanischen Küste Handel treiben und dabei eine Reihe von Steuervorteilen nutzen zu dürfen. Als Darlehensgeber unterstützte er seine Heimatstadt Lissabon, die ihn bereits 1502 in eine Liste von Fidalgos aufgenommen hatte, die Lissabon auf den Cortes vertreten durften.
1502 entwickelten sich auch die ersten Kontakte zum portugiesischen Indienhandel. Er beteiligte sich, zwar noch mit einer eher kleinen Summe, an der Finanzierung der zur Flotte von Vasco da Gama auf dessen zweiter Indienreise gehörenden Nau „Leitoa“.
Auf Grund seiner vielfältigen Erfahrungen im Dienste des Königs, seiner persönlichen Eigenschaften sowie vor allem auf Grund der umfangreichen Kenntnisse des Fernhandels und des Finanzwesens und seines Netzwerkes zu einheimischen und ausländischen Kaufleuten wurde Tristão da Cunha vom König für das Amt des ersten Vizekönigs von Portugiesisch-Indien ausgewählt. Auf Grund einer zeitweiligen Blindheit konnte Cunha jedoch dieses Amt niemals antreten. 1505 wurde daher Francisco de Almeida zum ersten Vizekönig von Indien ernannt.

### Tristão da Cunha und die portugiesische Expansion in Asien
Am 6. April 1506 verließen zwei Flotten, eine mit neun Schiffen unter Tristão da Cunha und eine mit fünf Schiffen unter Afonso de Albuquerque, mit insgesamt ca. 1300 Mann Lissabon in Richtung Indien. Cunha entdeckte auf dieser Reise drei vulkanische Inseln im Südatlantik, von denen eine – Tristan da Cunha – nach ihm benannt wurde. Im Prinzip gehörten alle Schiffe Cunhas privaten Eigentümern, die bei ihrer Rückkehr 1508 22–23.000 Quintais Gewürze mitbrachten.
An der Flotte Tristão da Cunhas beteiligten sich viele alte Freunde und Bekannte Cunhas. Die Nau „S. Vicente“ gehörte z. B. Bartolomeu Marchionni. Tristão da Cunha selbst rüstete die „Santo António“ aus. Wahrscheinlich war dieses Schiff mit 300 kg Kupfer beladen, die ihm gehörten und in Indien zum Ankauf von Gewürzen verwendet werden sollten. Darüber hinaus besaß Tristão da Cunha zusammen mit seinem Sohn Nuno da Cunha (1487–1539) und anderen Kaufleuten wie z. B. Fernão de Noronha Anteile an der Nau „Garça“.
Seit den 1990er Jahren hat der portugiesische Historiker Luiz Filipe F. R. Thomaz in einer Reihe von Untersuchungen auf die Existenz unterschiedlicher Meinungen, Richtungen oder Fraktionen im portugiesischen Kronrat hingewiesen. Das zeigt sich besonders in den unterschiedlichen Positionen über Art und Umfang sowie über die Inhalte und zu erreichenden Ziele der portugiesischen Expansion.
Der portugiesische König D. Manuel I. war während seiner Regierungszeit dem Kreuzzugsgedanken verpflichtet. Sein großes Vorhaben war, Ägypten durch das Rote Meer anzugreifen, Mekka zu zerstören, Jerusalem zurückzuerobern und sich dort vielleicht zum Kaiser der Welt weihen zu lassen. Um dies alles zu finanzieren, stützte er sich auf Handelserlöse, vor allem auf Erlöse aus dem asiatischen Gewürzhandel. Diese Positionen eines „imperialen Messianismus“ (Thomaz) auf der Basis königlicher Monopole (z. B. Pfeffer) vertraten u. a. der persönlicher Sekretär des Königs Duarte Galvão oder auch Afonso de Albuquerque.
Während Adlige mit eher geringeren finanziellen Mitteln diesem königlichen Monopol zuneigten, da sie selbst nur wenig in den Handel investieren konnten, befürworteten andere Vertreter des Dienstadels den freien Handel und bildeten den „liberalen“ (Thomaz) Flügel im Kronrat. So erwies sich einer der Vedores da Fazenda von D. Manuel I., D. Diogo Lobo da Silveira, 2. Baron von Alvito, als unerbittlicher Gegner der imperialen Politik, wie sie von Afonso de Albuquerque in Indien umgesetzt wurde.
Thomaz benennt als wichtige Vertreter dieser kommerziellen, auf die Entwicklung von Handelsbeziehungen setzenden Richtung am Hofe in Lissabon neben dem Barão de Alvito und Lopo Soares de Albergaria eben auch Tristão da Cunha. Diese Gruppe war auf das engste mit italienischen Finanzkaufleuten liiert, hauptsächlich Genuesen und Florentinern, die dadurch u. a. die Blockierung des Pfefferhandels durch Venedig und die Mamluken aufbrechen wollten.
Ohne Kenntnis dieser Strömungen lassen sich die Gegensätze zwischen der Politik eines D. Francisco de Almeida und eines Afonso de Albuquerque bzw. die Marginalisierung des letzteren und seine Ablösung in Indien durch Lopo Soares de Albergaria nur schwer erklären.
Auf der Reise der Flotte von 1506 begannen sich nicht nur persönliche Rivalitäten, sondern auch die grundlegenden Meinungsverschiedenheiten zwischen Tristão da Cunhas und Afonso de Albuquerque über die Politik der portugiesischen Krone in Indien abzuzeichnen.
Der Tod eines Sohnes von Tristão da Cunha, Manuel da Cunha, der 1510 mit der Flotte unter dem Oberbefehl von Gonçalo de Sequeira wahrscheinlich als Kapitän der Nau „Santa Maria da Pena“ Indien erreichte, verschärfte die Spannungen zwischen Albuquerque und da Cunha weiter. Der unerfahrene Manuel da Cunha, von Albuquerque in das von den Portugiesen 1510 eroberten Goa beordert, starb bei einem schlecht vorbereiteten portugiesischen Überfall in der Nähe von Goa.
Die Flotten von Cunha und Albuquerque hatten bereits vor ihrer Abreise auf Grund der in Lissabon wieder ausgebrochenen Pest erste Verluste an Mannschaften zu beklagen. Erst mit Erreichen der brasilianischen Küste gingen die Auswirkungen der Pest auf den Schiffen zu Ende.
Durch mehrere Stürme zerstreut sammelte sich die Flotte im Dezember 1506 wieder an der Küste des heutigen Mosambiks. Eine von Rui Perreira befehligte Nau hatte einen Naturhafen auf Madagaskar angelaufen. Dort hatte die Besatzung von den Einwohnern erfahren, dass es hier sowohl Silber als auch Gewürze gebe. Daraufhin untersuchte Cunha mit einem Teil seiner Flotte die Küsten Madagaskars, wurde aber bei Landgängen in Gefechte mit den Einheimischen verwickelt.
Nach der erfolglosen Suche nach Silber und Gewürzen auf Madagaskar unterstützte die Flotte den mit den Portugiesen verbündeten Herrscher von Malindi in Auseinandersetzungen mit dessen Nachbarn. Sie plünderten eine Reihe von Küstenorten (Lamu, Baraawe), die die Tributzahlungen an die portugiesische Krone verweigert hatten.
Um den Gewürzhandel in den Griff zu bekommen, war es aus portugiesischer Sicht notwendig, sowohl die Einfahrt ins Rote Meer als auch in den Persischen Golf zu kontrollieren. Durch diese Regionen liefen die Transportwege der wichtigsten Produkte aus dem Nahen Osten, die in Indien nachgefragt wurden: Wollstoffe, verschiedenste Waffen, Kupfer, Quecksilber, Mennige (Zinnoberrot), Schwefel und Alaunstein, und natürlich Pferde aus Persien und Arabien, das lukrativste Handelsgut im westlichen Indischen Ozean.
Im April 1507 erfüllten Cunha und Albuquerque daher die ihnen vom portugiesischen König gestellte Aufgabe, die am Eingang zum Golf von Aden und damit zum Roten Meer gelegene Insel Sokotra zu erobern. Die von jakobitischen Christen bewohnte Insel wurde seit etwa 1480 von einer arabischen Festung beherrscht. Nach der Eroberung errichteten die Portugiesen mit aus Portugal mitgeführtem Bauholz das Fort S. Miguel.
Im August 1507 reiste Cunha nach Indien weiter, während Albuquerque die Seefahrtsrouten und Orte an der Küste der Arabischen Halbinsel angriff, jedoch keinen Überfall auf Aden wagte.
Auf Grund von Gewalttaten der Portugiesen gegen muslimische Schiffe und der Ermordung von muslimischen Matrosen und Kaufleuten kam es im Frühjahr 1507 zu einem Aufstand in Cananor, dem heutigen Kannur. Von Mai bis August 1507 widerstand das portugiesische Fort Santo Ángelo einer Belagerung durch Truppen des Raja von Cananor, des Samorin (Herrschers) von Calicut (heute:Kozhikode) und von islamischen Kaufleuten angeworbenen Soldaten. Die Ankunft der Flotte Cunhas Ende August 1507 beendete die Belagerung.
Bei der Verteidigung wurde die vom Geschützmeister Rüdiger von Geldern befehligte Artillerie (ca. 20 Bombardeiros) sehr effektiv eingesetzt. Von Geldern stammte vom Niederrhein und hatte seine Karriere im Dienst der portugiesischen Krone in Nordafrika begonnen, diente dann als Oberbefehlshaber (Condestável) der Artillerie in Indien und wurde 1515 vom portugiesischen König geadelt. Gegen Ende seines Lebens kehrte der Deutsche nach Europa zurück.
Nach der Ladung seiner Schiffe mit Gewürzen und anderen Waren unterstützte Tristão da Cunha mit seiner Flotte im Oktober 1507 den Vizekönig Francisco de Almeida bei einem Angriff auf die ca. 25 km südlich von Calicut gelegene, stark befestigte Hafenstadt Panane. Hier hatte der Samorin einen großen Teil seiner Kriegs- und Handelsflotte konzentriert. Die Stadt und die Flotte des Samorin wurden durch die Portugiesen erstürmt, geplündert und verbrannt.
Über Cananor, wo Ingwer geladen wurde, trat Cunha am 10. Dezember 1507 mit nur noch einem Teil seiner Schiffe die Rückreise nach Lissabon an, das er 1508 wieder erreichte.

### In diplomatischen Diensten des portugiesischen Königshauses
Neben seinen militärischen, finanziellen und kommerziellen Aktivitäten für die Krone übernahm Tristão da Cunha für seinen König auch diplomatische Aufgaben. Bereits 1498 nahm er an diplomatischen Reisen nach Kastilien und Aragon teil, um den portugiesischen Thronfolger Miguel da Paz, wie mit den Katholischen Königen vereinbart, auch als den Anwärter auf den Thron von Kastilien und León sowie auf die Herrschaft in den Ländern der Krone von Aragón zu präsentieren. Geplant war eine Verschmelzung dieser drei Reiche. Dieser Plan scheiterte jedoch mit dem Tod des noch nicht ganz zwei Jahre alten Miguel am 20. Juli 1500 in Granada.
Ein Höhepunkt der diplomatischen Tätigkeit Tristão da Cunhas war sicher seine berühmte Reise als Botschafter D. Manuels zu Papst Leo X. 1514 nach Rom. Es ging darum, nicht nur den Heiligen Stuhl, sondern auch die europäischen Höfe zu beeindrucken. Die Macht und der Glanz der portugiesischen Krone, die politische und kommerzielle Leistungsfähigkeit der Portugiesen in Asien sowie ihre Erfolge bei der universellen Verbreitung des Christentums besonders im Kampf gegen den Islam sollten in ganz Europa publik gemacht werden.
Ein wichtiger Aspekt für die Wahl Tristão da Cunhas zum Oberhaupt der Gesandtschaft waren seine guten Kontakte zu den italienischen Bankern und Kaufleuten sowie seine in Indien erworbenen militärischen Erfahrungen. Begleitet wurde er auf seiner Mission von seinen drei Söhnen Nuno, Simão und Pero Vaz. Insgesamt nahmen ca. 20 seiner Verwandten in unterschiedlichen Funktionen an der Reise teil. Die erfahrenen Juristen Diogo de Pacheco, der bereits 1505 an einer portugiesischen Gesandtschaft nach Rom beteiligt war, und João de Faria sollten mit dem Vatikan vor allem die kirchenrechtlichen Belange der portugiesischen Expansion in Asien klären. Diogo de Pacheco war auch 1514, wie schon 1505, der Autor eines Gebets des Gehorsams der Portugiesen gegenüber dem Papst.
Als Sekretär wurde der Gesandtschaft der Gelehrte Garcia de Resende beigegeben.
Am 19. März 1514 zog Tristão da Cunhas in einer prächtigen Prozession, begleitet von exotischen Tieren und viele Schätze zur Schau stellend, durch die Straßen Roms. Die Portugiesen präsentierten eine von ihnen beherrschbare exotische Welt. Ein gehorsamer Elefant und ein domestizierter Leopard waren bewusst ausgewählte Geschenke. Die sorgfältig vorbereitete Gesandtschaft erreichte ihre Ziele. Ganz Europa schaute auf Portugal und seinen König. Besonders der dem Papst geschenkte indische Elefant „Hanno“ erregte das Interesse der Zeitgenossen.
Die Portugiesen erhielten die Zustimmung des Papstes für die meisten ihrer Wünsche, so u. a. die Erlaubnis zur Schaffung neuer militärischer Kommenden des Ordens der Christusritter oder die Zustimmung des Heiligen Stuhls zur Gründung des Bistums Funchal auf Madeira.

### Letzte Jahre und historische Einordnung
Tristão da Cunha verfügte über enge persönliche Beziehungen zu D. Manuel, die auch in schwierigen Momenten weiterbestanden. So war er zum Beispiel 1518 bei der Eheschließung des Königs mit Eleonore von Kastilien als Trauzeuge anwesend.
1521, beim Tod D. Manuels, wurde das Finanzwesen in Portugal neben Tristão da Cunha durch ein mächtiges Trio gesteuert und bestimmt. Es handelte sich um den Conde von Vimioso, D. Francisco, den Baron von Alvito, D. Diogo Lobo (einen Schwager Nuno da Cunhas) und den späteren Grafen von Monsanto, D. Pedro de Castro. Mit diesem Personenkreis arbeitete Tristão da Cunha als Vedor da Fazenda D. Manuels auf das engste zusammen.
Als einer der Vedores da Fazenda gehörte er zu den obersten Verwaltern der königlichen Finanzen, d. h. er kümmerte sich mit den anderen Inhabern dieses Amtes um die finanziellen Operationen zur Sicherung der portugiesischen Expansion und um die Festigung der wirtschaftlichen Basis der portugiesischen Krone unter D. Manuel I. Kurz nach der Thronbesteigung Johanns III. übernahm Nuno da Cunha dieses Amt von seinem Vater.
Insgesamt zeigt sich eine im Wesentlichen kaufmännische Sicht Tristão da Cunhas bei den überseeischen Vorhaben der Krone in Indien. Er wollte ein „Índia de menos custo“, ein „Indien der geringeren Kosten“ (so bei Banha de Andrade). Seine Fähigkeiten, privates Kapital mit den Interessen der portugiesischen Monarchie zu verbinden, schufen eine wesentliche Grundlage für das System eines „portugiesischen monarchischen Kapitalismus“, wie es der brasilianische Historiker Manuel Nunes Dias bezeichnete.
Sowohl in seinen Reden als auch in seinen Handlungen vertrat Cunha die Position, dass sich der Dienst für den König und der persönliche finanzielle Vorteil nicht notwendigerweise ausschließen müssen.
Im Jahre 1528 wird ihm ein Vermögen von 9.740.000 Reis zugeordnet. Allein für die erfolgreiche diplomatische Mission 1514 in Rom erhielt er von der Krone eine Zuwendung von 250.000 Reis pro Jahr. Für einen Fidalgo aus dem Dienstadel ist das ein sehr beachtliches Vermögen, beliefen sich doch die Erträge einiger kleinerer Grafschaften des Titularadels z. B. der Condes von Prado, Abrantes, Feira und Linhares auf durchschnittlich ca. 1,2 Mio. Reis pro Jahr.
Tristão da Cunha starb hochbetagt am 6. September 1539.

## Familie
Trotz aller Erfolge und Beziehungen Tristão da Cunhas gelang es ihm nur, seine Kinder mit Angehörigen aus dem oberen Bereich des mittleren Adels (d. h. königliche Statthalter in Städten, Ortschaften und Burgen sowie Grundherren mit vererbbaren Grundbesitz) zu verheiraten. Die wichtigste dieser Heiraten war ohne Zweifel die Verbindung seines Sohnes Nuno mit den Silveiras, was sich dann besonders unter der Herrschaft von D. João III. auszahlte.
Tristão da Cunhas Ehefrau, D. Antónia Pais oder D. Antónia Albuquerque, kam aus keiner adligen Familie. Ihre Familie hatte es jedoch seit der Portugiesische Revolution von 1383 geschafft, durch Positionen in der Verwaltung des Königreichs und der Stadt Lissabon politische Macht, soziales Ansehen und finanziellen Wohlstand zu erreichen. Damit begann die enge und kontinuierliche Verbindung von Tristão da Cunha mit dem Verwaltungsnetz der Krone, dessen Mitarbeiter vor allem in Lissabon tätig waren.
Aus der Ehe mit D. Antónia Pais gingen mindestens fünf Kinder hervor:
- Nuno da Cunha, 1521 einer der Vedores da Fazenda des Königreiches, 1529 bis 1538 war er der 9. Gouverneur von Indien.
- Manuel da Cunha, erreichte 1510 wahrscheinlich als Kapitän einer Nau mit der Flotte unter dem Oberbefehl von Gonçalo de Sequeira Indien und fällt wenig später als junger, unverheirateter Mann bei militärischen Auseinandersetzungen in der Nähe von Goa.
- Simão da Cunha, heiratete vor 1518 D. Isabel de Meneses, deren väterliche Familie auf den Lissaboner Patrizier Estêvão Anes da Grã zurückgeht.
- Jeronimo da Cunha, starb jung.
- Pêro Vaz da Cunha, war 1520 bereits mit Beatriz da Silva verheiratet. Sie war die Tochter von André de Sousa, Herr von Miranda und Alcaide-mor (königlicher Statthalter) von Arronches, einer wichtigen Grenzstadt zum Königreich Kastilien in der Alentejo-Region.

Darüber hinaus war Tristão da Cunha der Vater von vier illegitimen Kindern:
- Duarte da Cunha, Franziskanerbruder
- Maria da Cunha,
- Guiomar da Cunha, war mit Francisco de Carvalho verheiratet, dessen Familie in Nordafrika und Indien der portugiesischen Krone militärische Dienste leistete,
- Leonor de Albuquerque.